# Terminalia exsculpta
Terminalia exsculpta är en tvåhjärtbladig växtart som beskrevs av Louis René Tulasne. Terminalia exsculpta ingår i släktet Terminalia och familjen Combretaceae. Inga underarter finns listade i Catalogue of Life.